# Пиль, Роберт
Роберт Пиль (Пил; англ. Robert Peel; 5 февраля 1788[…], Ramsbottom, Большой Манчестер — 2 июля 1850[…], Вестминстер, Большой Лондон) — британский политический, государственный и партийный деятель.
Член Лондонского королевского общества (1822). Консерватор, один из основателей современной консервативной партии. Дважды был премьер-министром (в 1834—1835 и 1841—1846 годах), и дважды министром внутренних дел (1822—1827 и 1828—1830).
Считается отцом современной британской полиции благодаря основанию столичной полицейской службы.

## Ранняя политическая карьера

### Член парламента
Пиль вошел в политику в 1809 году в возрасте 21 года в качестве члена парламента от гнилого ирландского городка Кашел, Типперэри. Со скудными 24 избирателями в списках, он был избран без сопротивления. Его спонсором на выборах (помимо отца) был главный секретарь Ирландии сэр Артур Уэлсли, будущий герцог Веллингтон, с которым будет переплетена политическая карьера Пиля в течение следующих 25 лет. Пиль произнес свою первую речь в начале сессии 1810 года, когда премьер-министр Спенсер Персиваль выбрал его, чтобы поддержать ответ на речь короля. Его речь произвела фурор, и спикер Чарльз Эббот назвал ее «лучшей первой речью со времен Уильяма Питта».
Пиль дважды менял избирательный округ, став одним из двух членов Чиппенхема в 1812 году, а затем одним из членов Оксфордского университета в 1817 году.
В 1810 году Пиль был назначен заместителем государственного секретаря по делам войны и колоний; его госсекретарем был лорд Ливерпул. Когда лорд Ливерпул сформировал правительство в 1812 году, Пиль был назначен главным секретарем Ирландии. Закон о сохранении мира 1814 г. уполномочил лорда-лейтенанта Ирландии назначать дополнительных магистратов в графстве, находящемся в состоянии беспорядков, которые были уполномочены назначать оплачиваемых специальных констеблей (позже названых «пилерами»). Таким образом, Пиль заложил основу для Королевской ирландской полиции.
Пиль был категорически против эмансипации католиков, полагая, что католики не могут быть допущены в парламент, поскольку они отказываются приносить присягу на верность короне. В мае 1817 года Пиль выступил с заключительной речью против законопроекта Генри Граттана об эмансипации католиков; законопроект был отклонен 245 голосами против 221.
Пиль ушёл с поста главного секретаря и покинул Ирландию в августе 1818 года.
В 1819 году Палата общин назначила специальный комитет, Комитет по слиткам, которому было поручено стабилизировать британские финансы после окончания наполеоновских войн, и Пиль был избран его председателем. Билль Пиля планировал вернуть британскую валюту к золотому стандарту, отменив Закон о банковских ограничениях 1797 года, в течение четырех лет (фактически это было сделано к 1821 году).

### В кабинете

#### Министр внутренних дел
Пиль считался одной из восходящих звезд партии тори, впервые войдя в кабинет министров в 1822 году в качестве министра внутренних дел. В качестве министра внутренних дел он провел ряд важных реформ британского уголовного права. Он сократил количество преступлений, наказуемых смертной казнью, и упростил закон, отменив большое количество уголовных законов и объединив их положения в так называемые законы Пиля. Он реформировал систему тюрем, введя оплату для тюремщиков и образование для заключенных в Законе о тюрьмах 1823 года.
В 1827 году премьер-министр лорд Ливерпуль стал недееспособным и был заменен Джорджем Каннингом. Пиль ушел с поста министра внутренних дел. Каннинг выступал за католическую эмансипацию, в то время как Пиль был одним из ее самых откровенных противников (получив прозвище «Апельсиновая корка» с оранжевым цветом антикатолического Оранжевого ордена). Сам Джордж Каннинг умер менее чем через четыре месяца, и, после непродолжительного премьерства лорда Годрича, Пиль вернулся на пост министра внутренних дел в кабинете своего давнего союзника герцога Веллингтона. В это время он широко воспринимался как номер два в партии тори после самого Веллингтона.
Акт о присяге требовал, чтобы многие чиновники были причастниками англиканской церкви, и наказывали как нонконформистов, так и католиков. Они больше не применялись, но были предметом унижения. Пиль сначала выступал против отмены, но передумал и возглавил отмену от имени правительства после консультации с лидерами англиканской церкви. Билль об эмансипации католиков был принят в мае 1828 г. В будущих религиозных вопросах он считал обязательным консультироваться с церковными лидерами из основных конфессий.
Дополнительные выборы Клэр 1828 года вернули лидера католиков-ирландских националистов Даниела О’Коннелла. К осени 1828 года главный секретарь Ирландии был встревожен размахом гражданских беспорядков и перспективой восстания, если О’Коннеллу будет отказано в членстве в парламенте. Веллингтон и Пиль теперь признали необходимость католической эмансипации, Пиль написал Веллингтону, что «хотя эмансипация была большой опасностью, гражданские беспорядки представляли большую опасность». Пиль составил законопроект о помощи католикам.
Пиль был вынужден баллотироваться на переизбрание на свое место в Оксфорде, поскольку он представлял выпускников Оксфордского университета (многие из которых были англиканскими священнослужителями) и ранее стоял на платформе оппозиции католической эмансипации. Пиль потерял свое место на дополнительных выборах в феврале 1829 года, но вскоре нашел другое место, переехав в гнилой район Вестбери, сохранив за собой место в кабинете министров. Он стоял за Тамворта на всеобщих выборах 1830 года, представляя Тамворта до его смерти.

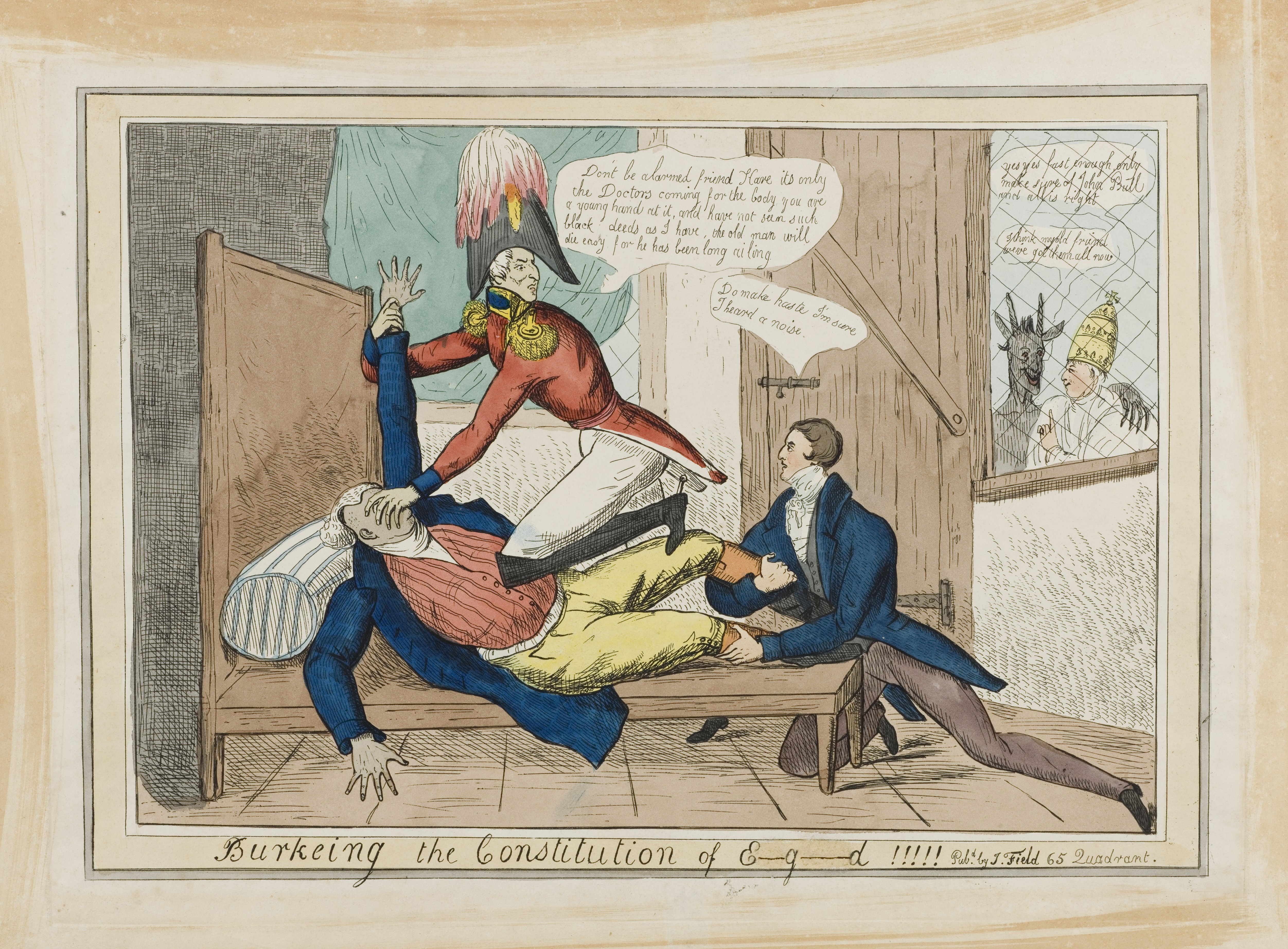
В этой сатирической карикатуре Уильяма Хита 1829 года герцог Веллингтон и Пиль изображены в роли похитителей тел Берка и Хэра, душащих миссис Докерти для продажи трупа доктору Ноксу; она представляет «убийство» Веллингтоном и Пилем 141-летней Конституции 1688 года путем эмансипации католиков

Пиль провел законопроект о помощи католикам через Палату общин, Веллингтон — через Палату лордов. Поскольку многие ультратори были категорически против эмансипации, законопроект мог быть принят только при поддержке вигов. Веллингтон пригрозил уйти в отставку, если король Георг IV не даст королевского согласия; конце концов король смягчился, и в апреле 1829 года был принят Закон о помощи католикам 1829 года. Разворот Пила стоил ему доверия многих тори: протестантская партия; эта партия теперь считала его изгоем".
В 1829 году Пиль учредил Столичную полицию Лондона, базирующуюся в Скотленд-Ярде. 1000 нанятых констеблей были ласково прозваны «бобби» или, несколько менее ласково, «чистильщики». Хотя поначалу они были непопулярны, они оказались очень успешными в борьбе с преступностью в Лондоне, и к 1857 году все города Великобритании были обязаны сформировать свои собственные полицейские силы. Считается, что Пил, известный как отец современной полиции, внес свой вклад в первый набор «Инструкций для сотрудников полиции» столичной полиции, подчеркнув важность его гражданского характера и полицейской деятельности по согласию. Однако то, что сейчас широко известно как принципы Пиля, были написаны не им, а были подготовлены Чарльзом Рейтом в его книге 1948 года «Краткая история британской полиции» как краткое изложение «Инструкций» 1829 года из девяти пунктов.

### Тори Оппозиция
Однако средний и рабочий классы Англии в то время требовали реформ, и католическая эмансипация была лишь одной из идей, витающих в воздухе. Министерство тори отказалось прогибаться по другим вопросам и было смещено с поста в 1830 году в пользу вигов. Следующие несколько лет были чрезвычайно неспокойными, но, в конце концов, было проведено достаточно реформ, чтобы король Вильгельм IV почувствовал себя достаточно уверенно, чтобы пригласить тори снова сформировать министерство после лорда Грея и лорда Мельбурна в 1834 году. Пиль был избран премьер-министром, но в то время находился в Италии, поэтому Веллингтон исполнял обязанности смотрителя в течение трех недель до возвращения Пила.

## Первый срок на посту премьер-министра (1834—1835)
Министерство тори было правительством меньшинства, и его дальнейшее существование зависело от доброй воли вигов. Парламент был распущен в декабре 1834 года, и были назначены всеобщие выборы. Голосование проходило в январе и феврале 1835 года, и сторонники Пиля получили около 100 мест, но этого было недостаточно, чтобы получить большинство.
В качестве своего заявления о политике на всеобщих выборах в январе 1835 г. Пиль издал Тамвортский манифест. Этот документ стал основой, на которой была основана современная Консервативная партия. В нём Пиль пообещал, что консерваторы одобрят скромные (modest) реформы.
Виги заключили соглашение с членами парламента, ирландскими радикалами Дэниела О’Коннелла, для того, чтобы мнгократно одерживать верх над правящей партией по различным законопроектам. В конце концов, после примерно 100 дней пребывания в правительстве, кабинет Пиля ушёл в отставку из-за разочарования, и виги под руководством лорда Мельбурна вернулись к власти. Единственным реальным достижением первой администрации Пиля была комиссия по пересмотру управления Англиканской церкви. Эта церковная комиссия была предшественницей института Церковных комиссаров.

## Лидер оппозиции (1835—1841)
В мае 1839 года ему был предложен еще один шанс сформировать правительство, на этот раз новым монархом, королевой Викторией. Однако это тоже было бы правительством меньшинства, и Пиль чувствовал, что ему нужен ещё один знак доверия со стороны королевы. Лорд Мельбурн был доверенным лицом Виктории с момента её вступления на престол в 1837 году, и многие из высших постов в доме Виктории занимали жены и родственницы вигов; возникло ощущение, что Виктория позволила себе слишком тесно ассоциироваться с партией вигов. Поэтому Пиль попросил, чтобы некоторые члены окружения королевы были уволены и заменены его консервативными коллегами, тем самым он спровоцировал так называемый «Спальный кризис». Виктория отказалась изменить уклад своего дворца и, несмотря на мольбы герцога Веллингтона, полагалась на заверения в поддержке со стороны лидеров вигов. Пиль отказался сформировать правительство, и к власти вернулись виги.

## Второй срок на посту премьер-министра (1841—1846)

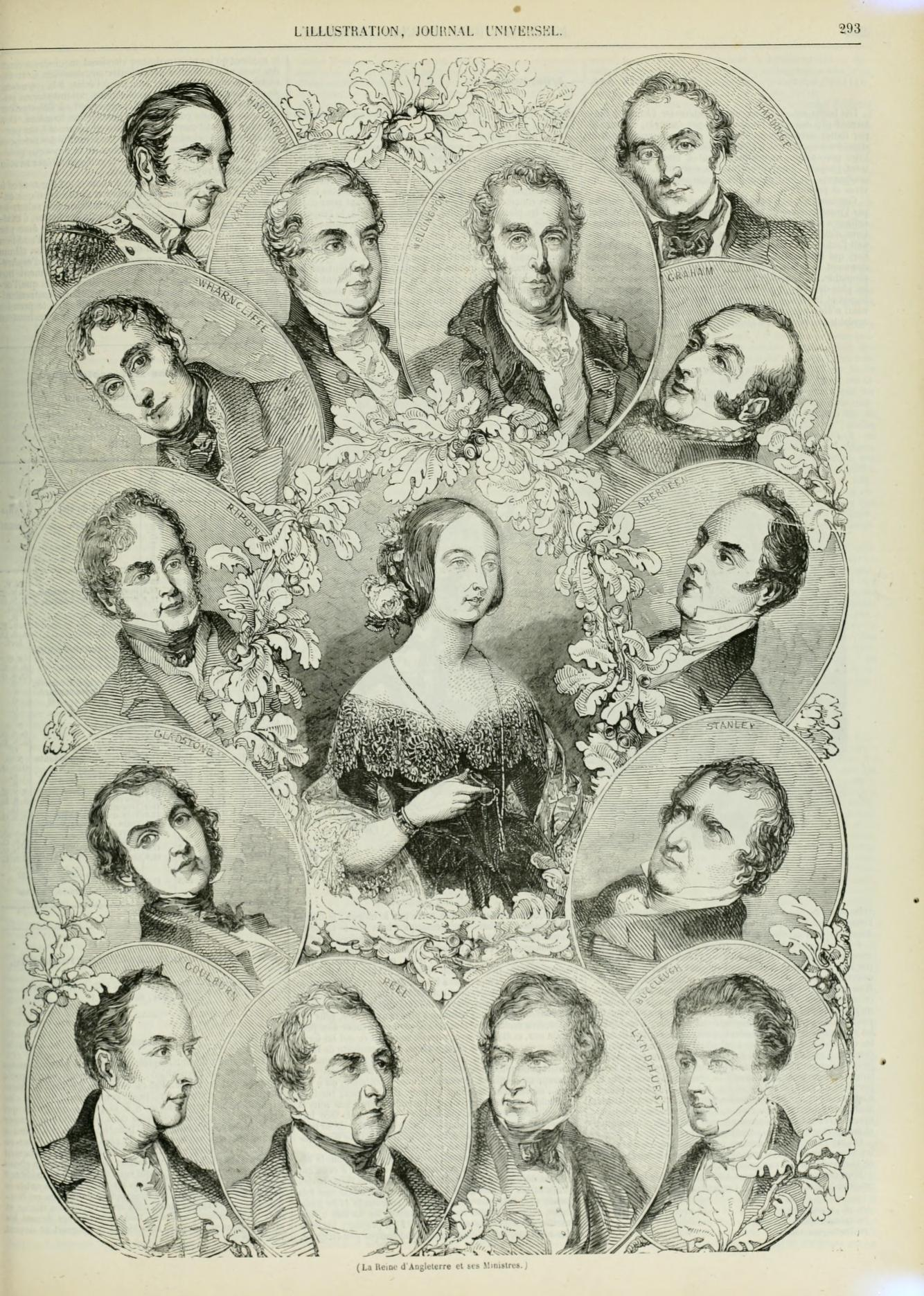
Гравюра с изображением членов правительства сэра Роберта Пиля в 1844 году

### Экономические и финансовые реформы
Пиль, наконец, получил шанс возглавить правительство большинства после выборов в июле 1841 года. Пиль пришёл к власти во время экономической рецессии, которая проявлялась в спаде мировой торговли и в дефиците бюджета в размере 7,5 миллионов фунтов стерлингов, вызванного правлением вигов. Доверие к банкам и предприятиям было низким, существовал торговый дефицит.
Для увеличения доходов в бюджет на 1842 голда Пилем был повторно введен подоходный налог, отменённый ранее в конце Наполеоновских войн. Ставка составляла 7 пенсов за фунт, или чуть менее 3 процентов. Собранные деньги превзошли ожидания и позволили отменить и снизить более 1200 тарифов на импорт, включая спорные пошлины на сахар (Sugar duties). Также в бюджете 1842 г. впервые была предложена отмена Хлебных законов. Он потерпел поражение в голосовании палаты общин с перевесом 4:1.
Историк экономики Чарльз Рид проанализировал экономическую политику Пиля как:
а). Фиксация стоимости британской валюты на золотой стандарт с бумажным фунтом, свободно конвертируемым в золото.
б). Ограниченное предложение банкнот на основе фиксированной связи с золотым резервом.
в). Свободное перемещение потоков драгоценных металлов с 1819 г. и более низкие импортные тарифы на продукты питания и сырье с 1842 г. (часто широко называемые свободной торговлей).
г). Контроль процентных ставок и сбалансированный бюджет с целью сокращения государственного долга.

### Заводской акт
Обещание Пиля о скромных реформах было выполнено, и второй по известности законопроект этого министерства, хотя и «реформирующий» с точки зрения 21-го века, на самом деле был нацелен на самих реформаторов, с их электоратом среди новых богатых промышленников. Закон о фабриках 1844 г. действовал больше против этих промышленников, чем против традиционного оплота консерваторов, английских землевладельцев, ограничив количество часов, в течение которых дети и женщины могли работать на фабрике, и установив элементарные стандарты безопасности для машин. Это было продолжение работы его собственного отца в качестве члена парламента, поскольку старший Роберт Пил был наиболее известен реформой условий труда в первой половине XIX века. Ему помогал граф Шефтсбери, член Британского парламента, который также учредил закон об угольных шахтах.
В 1843 году на Пиля было совершено неудавшееся покушение; сумасшедший шотландский токарь по дереву по имени Дэниел Макнотен преследовал его в течение нескольких дней до этого, 20 января, убив личного секретаря Пила Эдварда Драммонда, думая, что это и был Пиль что привело к формированию неоднозначной уголовной защиты душевнобольных в английском уголовном праве.

### Хлебные законы
Однако самым заметным законодательным актом второго срока кабинета Пиля было то, что в итоге привело к его падению. Пил выступил против землевладельцев, отменив Хлебные законы, которые поддерживали доходы от сельского хозяйства за счёт ограничения импорта зерна. Этот радикальный разрыв с Консервативным протекционизмом был спровоцирован Великим ирландским голодом (1845—1849), и Пиль медленно реагировал на голод, заявив в октябре 1846 года (уже в оппозиции): «В ирландских отчётах существует такая тенденция к преувеличениям и неточностям, что всегда желательна отсрочка принятия мер по ним».
Его собственная партия не поддержала законопроект, но он был принят при поддержке вигов и радикалов. 15 мая 1846 года на третьем чтении билля Пиля об отмене (Закон об импорте 1846 г.) депутаты проголосовали 327 голосами против 229 (большинство в 98 голосов) отменить хлебные законы. 25 июня герцог Веллингтон убедил Палату лордов принять его. В ту же ночь Ирландский закон о принуждении Пиля потерпел поражение в палате общин со счётом 292—219 «комбинацией вигов, радикалов и тори-протекционистов». После этого, 29 июня 1846 г., Пиль ушёл с поста премьер-министра.
Хотя он знал, что отмена законов будет означать конец его карьеры, Пиль решил пойти на это. Возможно, что Пиль просто использовал ирландский голод как предлог для отмены хлебных законов, поскольку он ещё с 1820-х годов был ярым сторонником свободной торговли. Блейк отмечает, что если бы Пил был убеждён, что полная отмена необходима для предотвращения голода, он бы принял закон, предусматривающий немедленную временную отмену, а не постоянную отмену в течение трехлетнего периода постепенного снижения пошлин.
Поддержка Пилом свободной торговли уже прослеживалась в его бюджетах на 1842 и 1845 годы; в конце 1842 года. Грейам написал Пилю, что «следующее изменение в Законах о зерне должно касаться открытой торговли», при этом утверждая, что правительству не следует заниматься этим вопросом. Выступая перед кабинетом министров в 1844 году, Пиль утверждал, что выбор был между сохранением Закона о зерне 1842 года или его полной отменой. Историк Бойд Хилтон утверждал, что Пиль знал с 1844 года, что его собираются свергнуть с поста лидера консерваторов. Многие из его депутатов проголосовали против него, и внутрипартийный разрыв между либералами и патерналистами, столь разрушительный в 1820-х годах, но замаскированный вопросом о парламентской реформе в 1830-х годах, вышел на поверхность из-за реформы Хлебных законов. Гипотеза Хилтона состоит в том, что Пил хотел быть свергнутым по либеральному вопросу, чтобы позже возглавить альянс пилитов, вигов и либералов. Пил великодушно отнесся к ирландскому голоду и разрешил быстрое урегулирование споров на границах в Индии и Америке (Амритсарский договор от 16 марта 1846 года и Орегонский договор от 15 июня 1846 г.), чтобы 29 июня 1846 года отменить Хлебные законы. В дополнение к отмене хлебных законов, Пилю удалось свести к минимуму потери от ирландского голода в первый год, Пиль предпринял некоторые шаги для субсидирования покупки продовольствия для ирландцев, но эта попытка была небольшой и не имела большого ощутимого эффекта. В эпоху laissez-faire, государственные налоги были небольшими, а субсидии или прямое экономическое вмешательство почти несущественным. То, что субсидии действительно предоставлялись, было очень нехарактерно для тех политических времён.

## Поздняя карьера и смерть
Пиль, однако, сохранил твердое ядро сторонников, известных как Пилиты, и в какой-то момент в 1849 году c ним активно контактировала коалиция вигов и радикалов. Однако он продолжал стоять на своих консервативных принципах и отказался. Тем не менее, он оказал влияние на несколько важных вопросов, в том числе на продвижение британской свободной торговли с отменой Навигационных актов. Пил был членом комитета, контролировавшего Библиотеку Палаты общин, и 16 апреля 1850 года он отвечал за принятие предложения, контролировавшего её объём и политика сбора до конца века.
29 июня 1850 года Пиля сбросила лошадь, когда он ехал верхом на Конститьюшн-хилл в Лондоне. Лошадь споткнулась о него, и его сломанная ключица разорвала подключичные сосуды. Роберт Пиль умер через три дня, 2 июля, в возрасте 62 лет.
Его последователи-пилиты во главе с лордом Абердином и Уильямом Гладстоном слились с вигами в качестве Либеральной партии.

## Семья

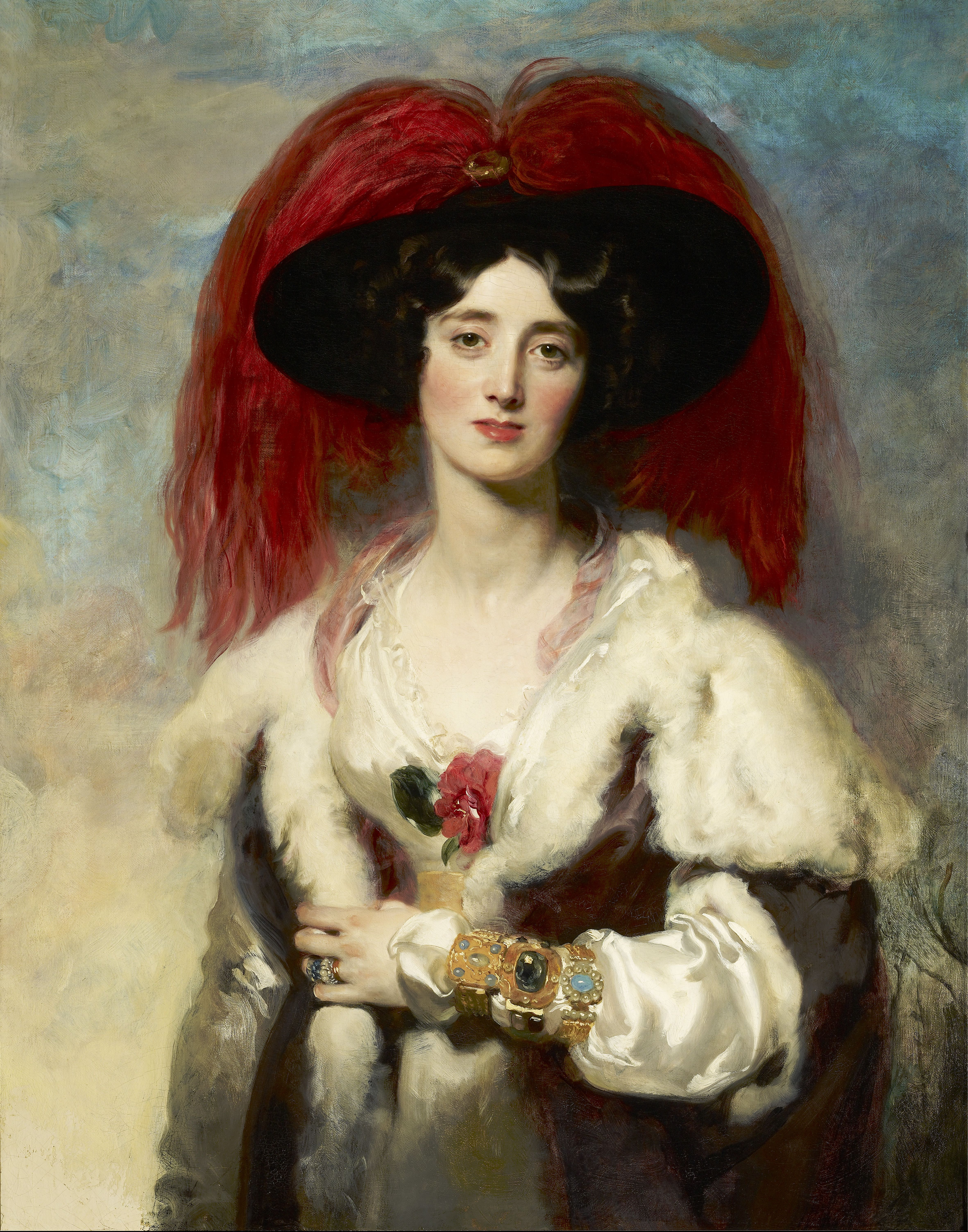
Леди Джулия Пиль на портрете Т. Лоуренса (1827)

- Жена (с 8 июня 1820) — Джулия Флойд (1795—1859), дочь генерала сэра Джона Флойда, 1-го баронета Кланфилд. В браке имели пять сыновей и двух дочерей. Некоторые из их прямых потомков теперь проживают в Южной Африке, в Австралии, а также в разных частях США и Канады.
  - Дочь — Джулия Пиль (30 апреля 1821—14 августа 1893). 12 июля 1841 года она вышла замуж за Джорджа Чайлда Вильерса, 6-го графа Джерси (1808—1859). У них было пятеро детей. 12 сентября 1865 года, через 6 лет после смерти первого мужа она вышла замуж повторно за Чарльза Брандлинга.
  - Сын — Сэр Роберт Пиль, третий баронет (4 мая 1822—9 мая 1895). 17 июня 1856 года он женился на леди Эмили Хэй. У них было пятеро детей.
  - Сын — сэр Фредерик Пиль (26 октября 1823—6 июня 1906). 12 августа 1857 года он женился на Элизабет Шелли (?—30 июля 1865 года), племяннице поэта Перси Шелли, дочери его младшего брата Джона (1806—1866). 3 сентября 1879 года он снова женился на Джанет Плейделл-Бувери.
  - Сын — сэр Уильям Пиль (2 ноября 1824—27 апреля 1858).
  - Сын — Джон Флойд Пиль (24 мая 1827—21 апреля 1910). Он женился на Энни Дженни в 1851 году.
  - Сын — Артур Пиль, 1-й виконт Пиль (3 августа 1829— 24 октября 1912). 14 августа 1862 года он женился на Аделаиде Дагдейл, дочери Уильяма Стратфорда Дагдейла и Харриет Эллы Портман. У них было семеро детей. В 1895 году он стал виконтом Пилем и был отцом первого графа Пиля.
  - Дочь — Элиза Пиль (ок. 1832—апрель 1883). 25 сентября 1855 года она вышла замуж за Фрэнсиса Стонора (сына Томаса Стонора, 3-го барона Камойса). У них было четверо детей.